# Artrosi
L'artrosi és una malaltia produïda pel desgast del cartílag, un teixit que fa d'amortidor protegint els extrems dels ossos i que afavoreix el moviment de l'articulació. Quan el cartílag es desgasta, va perdent elasticitat i força, arribant a provocar un mal funcionament de l'articulació. Com a conseqüència, apareix el dolor i la dificultat per a moure's. L'artrosi és la malaltia reumàtica més freqüent. Se sap que a Espanya la pateix fins a un 16% de la població major de 20 anys amb prevalença entre les dones.
L'artrosi pot afectar qualsevol articulació del cos. No obstant això, la més freqüent són l'artrosi d'esquena que sol afectar el coll i la zona baixa de l'esquena (columna lumbar); l'artrosi de maluc i genoll, i l'artrosi de mans i peus que sol iniciar-se a partir dels 50 anys.

## Signes i símptomes
El símptoma principal és el dolor, causant pèrdua de mobilitat i sovint rigidesa.

## Factors de risc
Es creu que és la causa primària de l'artrosi són l'estrès mecànic provocat per la tensió en les articulacions amb una autoreparació insuficient. Les fonts d'aquest estrès poden incloure desajustos dels ossos causades per causes congènites o patògens; lesió mecànica; excés de pes corporal; pèrdua de força en els músculs que sostenen una articulació; i el deteriorament dels nervis perifèrics, el que porta a moviments bruscos o no coordinats. No obstant això l'exercici, com córrer en absència de lesió, no s'ha trobat que n'augmenti el risc. Tampoc s'ha trobat que fer petar els dits pugui provocar artrosi en les articulacions dels dits.

### Artrosi primària
Quan es presenta l'artrosi, uns quants estudis han demostrat que hi ha una major prevalença de la malaltia entre els germans i especialment si són bessons idèntics, el que indica una base hereditària. Encara que un sol factor no és generalment suficient per causar la malaltia, aproximadament la meitat de la variació en la susceptibilitat ha estat assignat a factors genètics.
Com els primers ancestres humans van evolucionar a la bipedestació, els canvis ocorreguts en la pelvis, les articulacions del maluc i la columna vertebral van augmentar el risc d'artrosi. Les variacions genètiques que augmenten el risc d'artrosi evolutivament no han estat arraconades, perquè en general els problemes només es produeixen després de l'etapa reproductiva.
El desenvolupament de l'artrosi, especialment pel que fa als genolls, es correlaciona amb un historial de lesió anterior de l'articulació i amb l'obesitat.
Els canvis en els nivells d'hormones sexuals poden tenir un paper en el desenvolupament de l'artrosi, ja que és més freqüent entre les dones postmenopàusiques que entre els homes de la mateixa edat.

### Artrosi secundària
Diverses, poden ser:
- Traumatismes en les articulacions o lligaments, com a resultat d'un accident o d'operacions ortopèdiques. El deteriorament dels lligaments o la inestabilitat articular en poden ser un factor.
- Trastorns congènits de les articulacions.
- Malalties inflamatòries (com la malaltia de Perthes), i totes les formes cròniques de l'artritis (per exemple, la gota i l'artritis reumatoide). En la gota, els cristalls d'àcid úric fan que el cartílag es degeneri a un ritme més ràpid.
- La diabetis duplica el risc de tenir un reemplaçament de l'articulació a causa de l'artrosi i les persones amb diabetis tenen reemplaçaments articulars en una edat més primerenca que aquells sense diabetis.[13]
- L'obesitat.
- Menys habituals:
  - Alcaptonúria
  - Síndrome d'Ehlers-Danlos
  - Malaltia de Wilson i l'hemocromatosi
  - Síndrome de Marfan
  - Infecció articular

## Tractament

### Modificació de l'estil de vida i mesures físiques
No importa la gravetat o la ubicació de l'artrosi, les mesures conservadores, com ara el control de pes, un descans i exercici adequats, i l'ús de dispositius mecànics de suport pot ser beneficiós. Un bastó o un caminador pot reduir la pressió sobre les articulacions de la cama i pot ser útil per a la marxa i de suport. Són recomanables l'exercici regular, com caminar o nedar, o d'altres activitats de baix impacte articular. L'aplicació de calor local abans, i/o compreses fredes després de l'exercici, pot ajudar a alleujar el dolor, així com les tècniques de relaxació. La pèrdua de pes pot alleujar la tensió de les articulacions i pot retardar la progressió, encara que els estudis en aquest punt són equívocs.

### Antiinflamatoris i analgèsics
Tradicionalment el tractament farmacològic que s'ha emprat per a fer front a l'artrosi ha sigut únicament simptomàtic. Pel fet que la possibilitat de curar la malaltia o de detenir-la era completament nul·la, l'objectiu dels tractaments s'ha centrat a erradicar en la mesura que es puga el dolor i altres molèsties associades a aquesta patologia mitjançant l'administració d'analgèsics i AINEs.

### Infiltracions intraarticulars
Les infiltracions intraarticulars consisteixen en la injecció a l'interior de l'articulació mitjançant una agulla i xeringa de diversos productes com àcid hialuronic o corticoides per tal de facilitar-ne la lubricació o reduir la inflamació respectivament. Malgrat la seva eficàcia es consideren tractaments provisionals ja que tenen un efecte de curta o mitja durada.

### Cirurgia
El tractament quirúrgic de l'artrosi està indicat quan les mesures conservadores fracassen i no poden alleugerir la simptomatologia o millorar la funció de l'articulació. Les tècniques quirúrgiques utilitzades depenen del tipus de pacient i de l'articulació afectada. Així doncs existeixen les següents opcions:
Artrodesi o fusió de l'articulació amb materials d'osteosintesi com cargols, plaques o agulles metàl·liques de Kirschner.
Denervació articular mitjançant la secció dels nervis sensitius procedents de l'articulació.
Artroplastia o pròtesi i que consisteix en un recanvi total o parcial de l'articulació per una d'artificial amb components plàstics i metàl·lics. Aquestes es poden aplicar a gairebé qualsevol articulació però les més habituals són les pròtesis de maluc i de genoll.
Resecció ossia, emprada en petites articulacions i que consisteix en l'extirpació de l'os afectat. En aquesta modalitat hi trobaríem l'extirpació de l'os trapezi o trapeziectomia per a l'artrosi trapeziometacarpiana o l'extirpació de l'os pisiforme per a l'artrosi pisopiramidal, ambdues a nivell de la mà. 

### Fàrmacs d'acció simptomàtica lenta per a l'artrosi
Ve de l'anglès SYSADOA (Symptomatic Slow Acting Drug for Osteoarthritis). Eren antigament denominats "condroprotectors". Hi ha diversos preparats:
- Glucosamina
- Sulfat de condroïtina
- Diacereïna
- Àcid hialurònic

Hi ha seriosos dubtes sobre l'eficàcia d'aquests fàrmacs, més tenint en compte la relativa poca durada dels estudis davant d'una malaltia de molt llarga durada. Els estudis independents no solen trobar avantatges. Una àmplia metanàlisi publicada el 2010 en el British Medical Journal mostra que la glucosamina, el sulfat de condroïtina, i la seva combinació no donen lloc a una reducció rellevant de dolor en les articulacions ni afecten a la disminució de l'espai articular en comparació amb el placebo. Els autors indiquen a més que alguns pacients, estan convençuts que aquests preparats són beneficiosos, això podria ser a causa del curs natural de l'artrosi, o de l'efecte placebo. També indiquen que, si bé cap d'aquests preparats és perillós, les autoritats sanitàries no haurien de cobrir la despesa que comporta la seva prescripció. També assenyalen que les majors diferències entre placebo o aquests productes sempre es mostren en estudis subvencionats pels laboratoris i no es troben diferències quan els estudis són independents.

### Altres
L'implant autòleg de condròcits tampoc no ha demostrat encara l'eficàcia També s'ha provat la injecció intraarticular de cèl·lules mare.
Encara que els resultats són provisionals i preliminars, hi ha proves que l'acupuntura pot ser útil en el tractament simptomàtic de l'artrosi. Tots els estudis suggereixen que els resultats foren ambigus i es necessiten estudis de més qualitat.
Sobre la infiltració d'ozó mèdic, en una metanàlisi dels estudis conclou que tots els estudis menys un són de baixa qualitat, i aquest un té molts de biaixos; i, per tant, no han demostrat la seva eficàcia.